# 任何仁
任何仁（英語：Anyone，谐音“任何人”）是香港消防處於2018年推出的一個身穿蓝色全包緊身衣的吉祥物及代言人，創造該虛擬角色的用意是為了向公眾推廣「只要敢，就救到人」的信息。其諧音「任何人」，亦寓意「任何人都可以救人」。
該人物在2018年11月5日香港消防處舉行的記者會出現後隨即引起話題，由於任何仁类似某些日本及歐美成人影片角色，故一经推出即遭部分香港市民嘲笑。而香港消防处則表示希望借该形象，提升市民现场急救技能，以让任何市民都能在紧急时刻出手相助。

## 角色造型
任何仁是一個人型角色，其造型特徵為沒有眼睛、耳、嘴巴和鼻子，全身上下穿著蓝色全包緊身衣和一條黑色短褲。在真人化中，設計任何仁的團隊亦特意找來身形較胖的人扮演該角色，喻意不一定是專業的醫護人員才可以當施救者，鼓勵每一個敢於救人的人士都可以是施救者。

## 初期構想
2018年，香港消防處成立「社區應急準備課」以提升市民在大型事故或災害的應急及救援意識，又開設官方臉書專頁以教導公眾逃生、自救和施救技巧。在專頁發布的一段名為《真· 羅蘭 x 擊活之人心 - 靈異篇》、《萃雯BB x 擊活人心 - 拉闊死亡(《睇清睇楚》：專訪消防處醫務總監蕭粵中醫生)》和《救翻我爸爸 x 擊活の人心  - 星如篇》、由香港TVB女演員羅蘭、無綫電視新聞新聞報導員鄭萃雯、消防處醫務總監蕭粵中醫生與拳擊運動員曹星如領銜主演的宣傳短片中，其中，任何仁出現與羅蘭合作拯救一名心臟驟停者，教導市民觀眾使用心肺復甦法和自動體外心臟去顫器。
該影片由消防處救護組部分人員構思及拍攝，其藍本來自「除顫器課程」宣傳海報中的藍色卡通人物，設計團隊決定該藍色人物真人化，讓他能夠以真人形象教導公眾處理緊急情況。

## 走红
11月5日，香港消防處舉行記者會介紹「社區應急準備課」及其官方臉書專頁，會上任何仁出現示範滅火筒的使用方法，又展示心外壓急救的正確姿勢。任何仁在記者會上出現後隨即引起公眾熱議。有人認為任何仁像成人影片中的身穿白色的緊身衣的「透明人」角色，亦有人認為任何仁像動畫《寵物小精靈》中的「果然翁」、《名偵探柯南》中的「黑衣人」和DC漫畫中的「曼哈頓博士」等。
任何仁此一角色在引起公眾熱烈關注後，網上隨即出現了大量由網民製作的二次創作和惡搞圖，例如WhatsApp貼圖。11月5日晚上，任何仁在香港消防處的臉書專頁發佈影片，感謝公眾關注，又呼籲每個人都要準備好當「任何仁」，以便可隨時救上自己家人和身邊有需要的人。

## 官方回應
消防處社區應急準備課高級消防區長黃宏亮在出席香港商業電台節目時感謝廣大市民支持任何仁，又指整個團隊因為任何仁的形象和信息成功進入社區的不同群體而感到高興。對於早前有傳聞指出消防處的高層因任何仁「有違正面英雄形象」和「意識不是太好」而中止任何仁的真人版在社區出現，只保留其卡通人物形象，黃宏亮表示高層給予了團隊很大創作空間，不會讓任何仁「消失」。

## 外部連結
- 「撃活人心」- 公眾人士使用除顫器課程宣傳海報 （页面存档备份，存于），可見「任何仁」的最初藍圖
- 任何仁的臉書專頁 （页面存档备份，存于）